# Alana Boden
Alana Evie Boden, född 14 januari 1997 i Surrey, är en brittisk skådespelerska.

## Bakgrund
Alana Boden föddes i Surrey och växte därefter upp i Hampshire, som en av tre döttrar. Hon började sin karriär som nioåring, genom att agera som barnmodell, innan hon slutligen gick över till att göra TV-reklamer och kortfilmer. Hon blev dessutom hemundervisad under sin skolgång, så att hon kunde få ägna mer tid åt sin karriär.

## Karriär
Boden gjorde sin TV-debut under år 2014, genom att spela rollen som Beatrice Selfridge, i ITV-serien Mr Selfridge. Senare år 2016 spelade hon även rollen som Elaine Wiltshire, i den kanadensiska YTV-serien Ridtur (engelska: Ride). Hon medverkade även i de två filmerna Uncharted och The Invitation (tidigare kallad The Bride), under år 2022.

## Filmografi (i urval)

### Filmer
- 2022 – Uncharted
- 2022 – The Invitation
- 2024 – Tarot

### TV-serier
- 2014–2015 – Mr Selfridge (TV-serie)
- 2015 – Doctors (TV-serie)
- 2015 – Humans (TV-serie)
- 2016 – Vargblod (TV-serie)
- 2016 – Ridtur (TV-serie)
- 2018 – Hawaii Five-0 (TV-serie)
- 2018 – Origin (TV-serie)
- 2020 – Alex Rider (TV-serie)
- 2021 – Domina (TV-serie)
- 2024 – Geek Girl (TV-serie)